# Dilworth (Minnesota)
Dilworth es una ciudad ubicada en el condado de Clay en el estado estadounidense de Minnesota. En el Censo de 2010 tenía una población de 4024 habitantes y una densidad poblacional de 468,4 personas por km².

## Geografía
Dilworth se encuentra ubicada en las coordenadas 46°52′46″N 96°41′54″O / 46.87944, -96.69833. Según la Oficina del Censo de los Estados Unidos, Dilworth tiene una superficie total de 8.59 km², de la cual 8.57 km² corresponden a tierra firme y (0.27%) 0.02 km² es agua.

## Demografía
Según el censo de 2010, había 4024 personas residiendo en Dilworth. La densidad de población era de 468,4 hab./km². De los 4024 habitantes, Dilworth estaba compuesto por el 93.29% blancos, el 0.47% eran afroamericanos, el 2.14% eran amerindios, el 0.84% eran asiáticos, el 0.02% eran isleños del Pacífico, el 1.19% eran de otras razas y el 2.04% pertenecían a dos o más razas. Del total de la población el 5.69% eran hispanos o latinos de cualquier raza.